# Echinocereus schereri
Echinocereus schereri är en kaktusväxtart som beskrevs av G. Frank. Echinocereus schereri ingår i släktet Echinocereus och familjen kaktusväxter. Inga underarter finns listade i Catalogue of Life.

## Bildgalleri

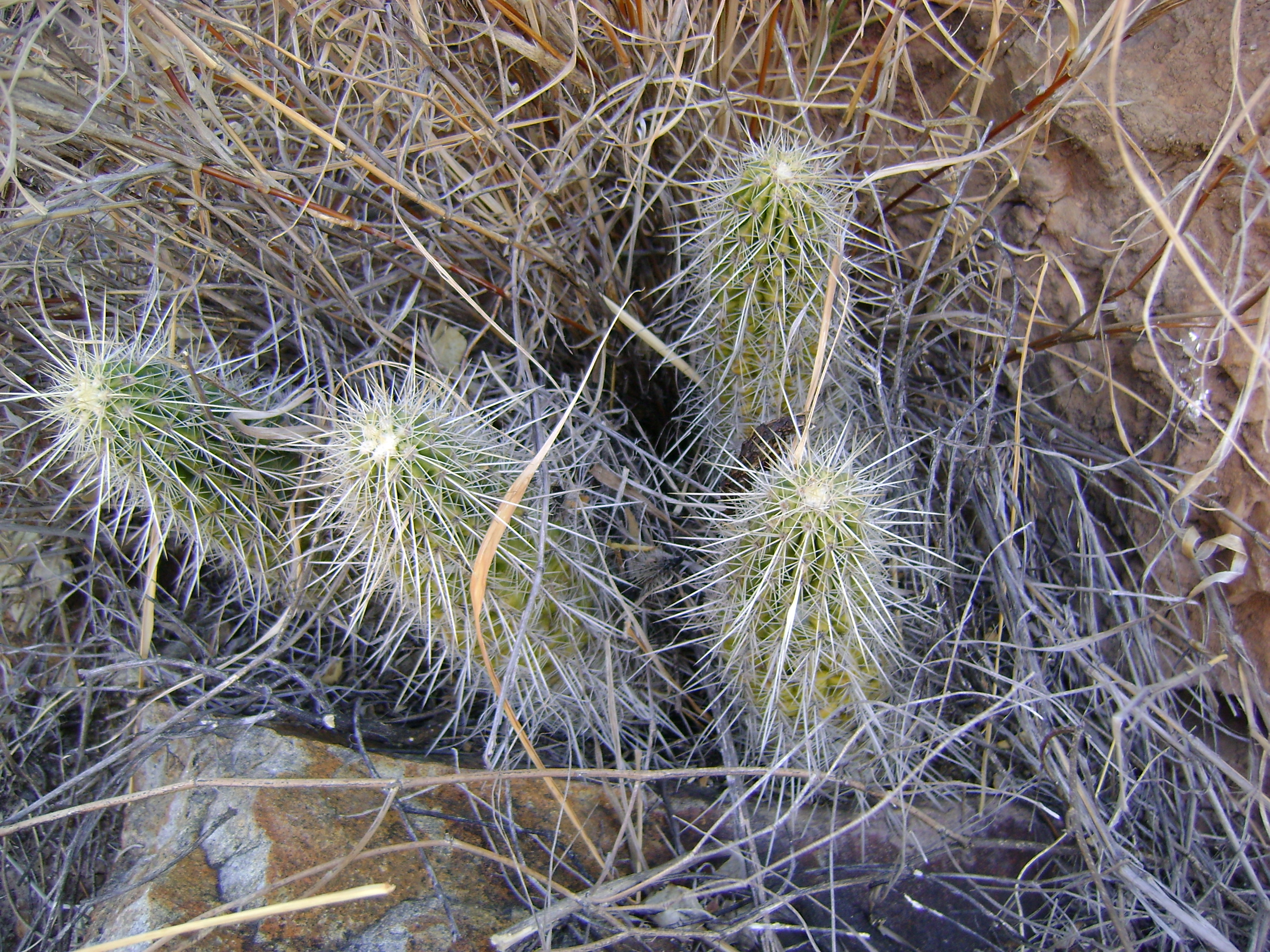
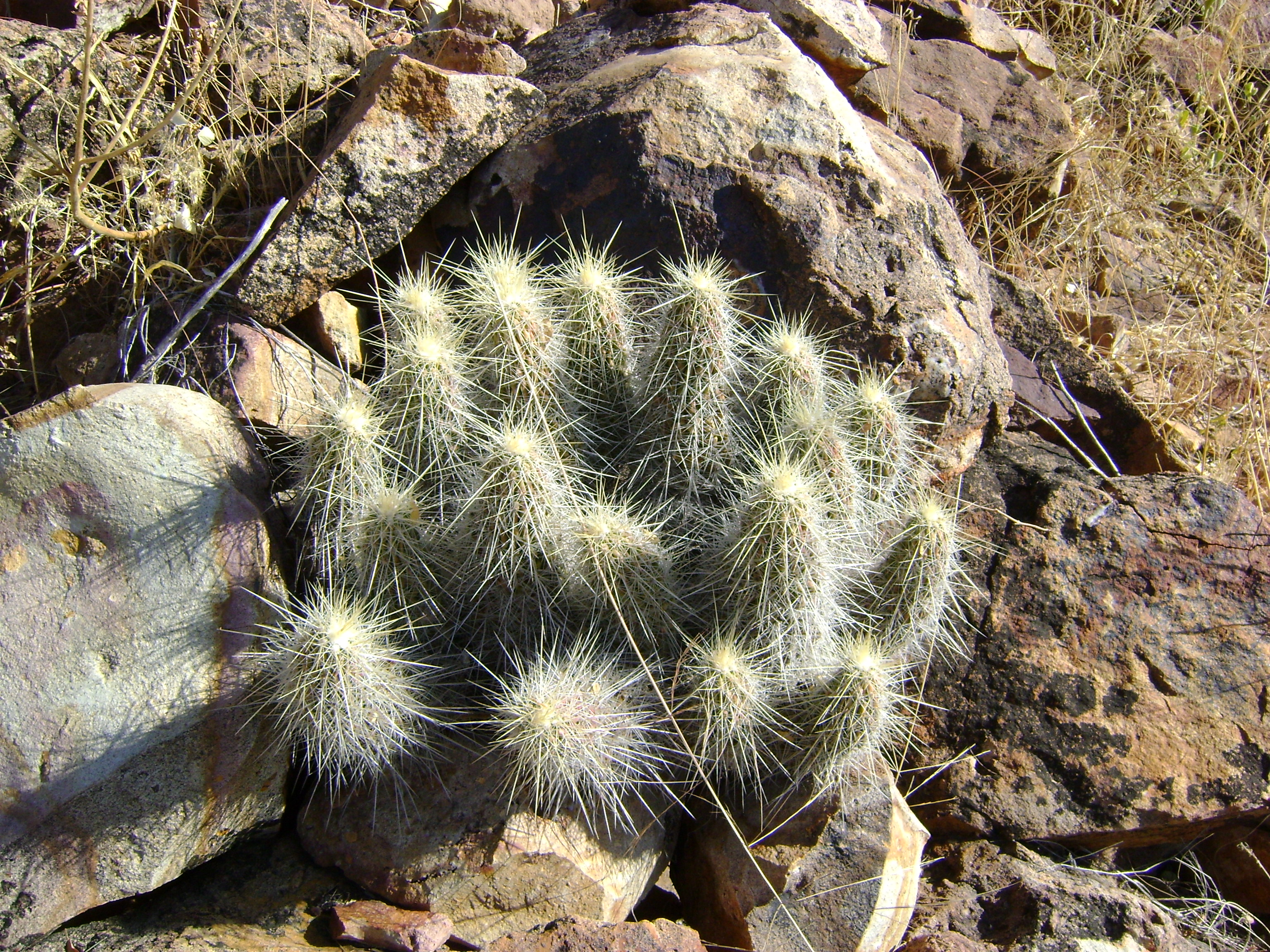
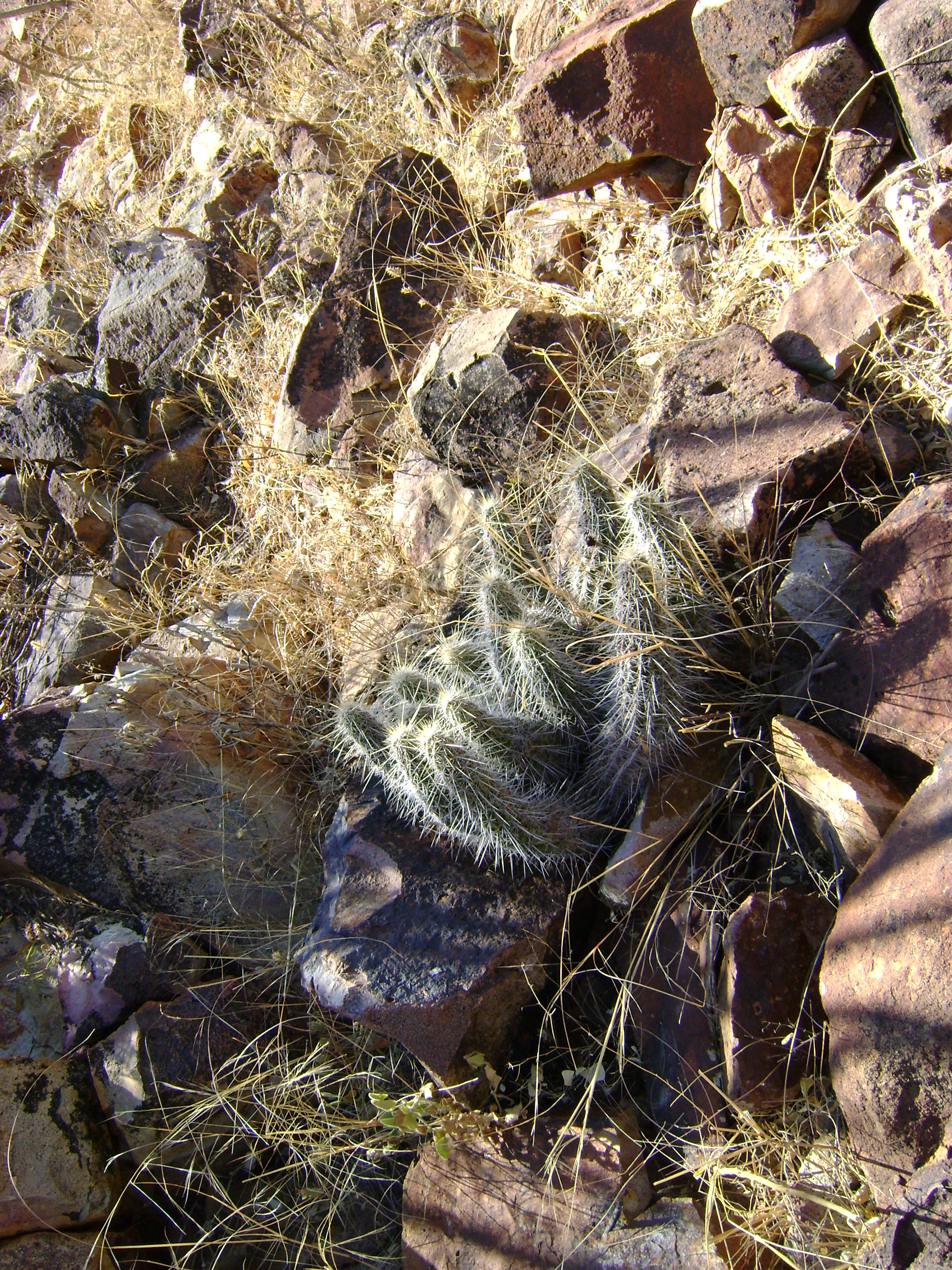